# Pós-desenvolvimento
Pós-desenvolvimento é uma teoria que se define pela ruptura com o conceito de desenvolvimento - paradigma da economia capitalista globalizada - e com todo o imaginário a ele associado.
Seu principal mentor é Serge Latouche, que se baseia nas ideias de François Partant e de Nicholas Georgescu-Roegen
Segundo Latouche, a globalização, entendida como fase mais avançada do capitalismo, não só corresponde ao aprofundamento das desigualdades entre os mais ricos e os mais pobres, mas também à emergência da crise mundial do meio ambiente, deflagrada pela constatação das alterações climáticas e do aquecimento global.
O conceito de desenvolvimento, já questionado nos anos 1970, quando deu lugar à ideia de ecodesenvolvimento e posteriormente de desenvolvimento sustentável, passa a ser objeto de uma crítica ainda mais radical por parte dos objetores do crescimento, que consideram falaciosa a ideia de que o desenvolvimento econômico possa ser sustentável ou de alguma forma compatível com a preservação do meio ambiente.